# Paula Pimenta
Paula Pimenta (Belo Horizonte, 2 de junho de 1975) é uma escritora brasileira, conhecida principalmente por suas séries de livros "Fazendo Meu Filme" (2008-2012) e "Minha Vida Fora de Série"(2011-presente).

## Carreira
Paula Pimenta formou-se em Publicidade pela PUC Minas. Morou  em Londres, onde estudou escrita criativa e escreveu seu primeiro romance, Fazendo meu filme, lançado anos depois pela editora Gutenberg. Paula, trabalhou com marketing e como professora de música, até se tornar escritora em tempo integral. 
Seu primeiro livro publicado, no entanto, não foi o sucesso "Fazendo meu filme" e sim a coletânea de poemas Confissão, que foi lançado em 2001, com edição patrocinada pelo seu pai. Mas o sucesso veio mesmo em 2008, quando a divulgação nas redes sociais e o boca-a-boca entre os fãs transformaram o romance adolescente Fazendo meu filme em um best-seller.
As aventuras da jovem Estefânia Castelino Belluz, a Fani, personagem principal do livro, ganharam quatro continuações. Juntos, os quatro livros venderam mais de 100 mil de exemplares até 2012. Em 2018, quando a série completou 10 anos, esse número subiu para mais de 750 mil exemplares. Para comemorar os 10 anos de seu best-Seller, a autora escreveu uma segunda versão do primeiro livro narrada  pelo protagonista masculino "Leonardo Santiago", a obra "Fazendo meu filme - lado B" foi lançada em outubro de 2019.
Em 2011, Paula lançou seu segundo romance best-seller "Minha vida fora de série", que conta a história de Priscila, uma das melhores amigas de Fani, protagonista de fazendo meu filme. Dentro do mesmo universo, a história também ganhou quatro continuações e ganhará um quinto livro que já está sendo escrito (2022).
Em 2013, foi uma das autoras incluídas na coletânea O Livro das Princesas, ao lado de Meg Cabot, Lauren Kate e Patrícia Barboza. O livro reuniu releituras de contos de fadas, e Paula Pimenta contribuiu com sua versão para a história de Cinderela, o conto "Cinderela pop". No mesmo ano, o primeiro volume da série Fazendo meu filme foi lançado em inglês, com o título Shooting my life’s script – Fani’s premiere. Fazendo meu filme também já foi lançado na Espanha, em Portugal e toda a América Latina, e ganhou uma versão em quadrinhos.
O sucesso do conto "Cinderela pop"  na coletânea "O livro da Princesas" permitiu que Paula o lançasse como história completa em 2015, pela editora "Galera Record" e criasse sua própria coleção de releitura de contos de fada que já conta com três livros: Cinderela pop, Princesa adormecida e Princesa das águas. 
Foi escolhida pela revista Época como um dos 100 brasileiros mais influentes em 2012. Paula Pimenta também foi colunista da revista Veja, do jornal O Tempo e atualmente da revista Encontro.
O número de vendas das suas obras até dezembro de 2022 ultrapassa a marca de dois milhões de exemplares.
Paula é reconhecida internacionalmente. Seus livros já foram publicados em Portugal, Espanha e toda a América Latina. Paula foi a autora nacional que mais vendeu livros em 2014, segundo ranking da Publish News.

## Vida Pessoal
Paula Pimenta casou-se em 03/011/2015, com seu namorado de longa data Marcio (Kiko) em uma cerimônia na Disney World.
Em 21 de agosto de 2018, nasceu sua primeira filha, Mabel, o nome foi inspirado na sua personagem do conto "Enquanto a neve cair" publicado no livro "Um ano inesquecível". Paula disse em seu Instagram que sempre quis homenagear suas personagens quando tivesse filhos e escolheu Mabel por ser uma de suas personagens menos conhecidas, tornando o nome da filha mais único.

## Filmografia

### Cinema
| Ano  | Trabalho                      | Papel    | Notas |
| ---- | ----------------------------- | -------- | ----- |
| 2023 | Um Ano Inesquecível - Inverno | Leitora  |       |
| 2024 | Fazendo Meu Filme             | Aeromoça |       |

## Como roteirista

#### Filmes
| Ano  | Título                        | Notas                   | Adaptação |
| ---- | ----------------------------- | ----------------------- | --------- |
| 2019 | Cinderela Pop                 | Roteirista colaboradora | Sim       |
| 2023 | Um Ano Inesquecível - Inverno | Roteirista colaboradora | Sim       |
| 2024 | Fazendo Meu Filme             |                         | Sim       |
| 2024 | Princesa Adormecida           |                         | Sim       |

## Como escritora
| Ano  | Livro                              | Editora       | Notas  |
| ---- | ---------------------------------- | ------------- | ------ |
| 2001 | Confissão                          | Gutenberg     |        |
| 2012 | Apaixonada por Palavras            | Gutenberg     |        |
| 2014 | Apaixonada por Histórias           | Gutenberg     |        |
| 2015 | Um Ano Inesquecível: Inverno       | Gutenberg     |        |
| 2020 | 20 contos Sobre a Pandemia de 2020 | Autêntica     |        |
| 2021 | As Meninas Maluquinhas             | Melhoramentos |        |
| 2025 | Apaixonada por Você                | Gutenberg     | [ 11 ] |

### Coleções
| Ano  | Livro                                                                   | Editora   | Notas |
| ---- | ----------------------------------------------------------------------- | --------- | ----- |
| 2008 | Fazendo meu Filme : A Estreia de Fani                                   | Gutenberg |       |
| 2009 | Fazendo meu Filme 2 : Fani na Terra da Rainha                           | Gutenberg |       |
| 2010 | Fazendo meu Filme 3 : O Roteiro Inesperado de Fani                      | Gutenberg |       |
| 2012 | Fazendo meu Filme 4 : Fani em busca do final feliz                      | Gutenberg |       |
| 2014 | Fazendo meu filme em quadrinhos : Antes do filme começar.               | Gutenberg |       |
| 2015 | Fazendo meu filme em quadrinhos 2 : Azar no jogo, sorte no amor?        | Gutenberg |       |
| 2016 | Fazendo Meu Filme em quadrinhos 3 : Não dou, Não empresto, e Não vendo! | Gutenberg |       |
| 2018 | Fazendo Meu Filme : 10 Anos                                             | Gutenberg |       |
| 2019 | Fazendo Meu Filme : Lado B                                              | Gutenberg |       |

| Ano  | Livro                                   | Editora   | Notas |
| ---- | --------------------------------------- | --------- | ----- |
| 2011 | Minha Vida Fora de Série : 1ª temporada | Gutenberg |       |
| 2013 | Minha Vida Fora de Série : 2ª temporada | Gutenberg |       |
| 2015 | Minha Vida Fora de Série : 3ª temporada | Gutenberg |       |
| 2017 | Minha Vida Fora de Série : 4ª Temporada | Gutenberg |       |
| 2023 | Minha Vida Fora de Série : 5ª Temporada | Gutenberg |       |

| Princesas \| Ano \| Livro \| Editora \| Notas \| \| ---- \| ------------------- \| ------- \| ----- \| \| 2014 \| Princesa Adormecida \| Galera \| \| \| 2015 \| Cinderela Pop \| Galera \| \| \| 2016 \| Princesa das Águas \| Galera \| \| 1. 2. 3. 4. 5. 6. 7. 8. 9. 10. 11. - Site oficial - Twitter oficial - Facebook oficial - Instagram oficial |                     |         |       |
| Ano | Livro               | Editora | Notas |
| 2014 | Princesa Adormecida | Galera  |       |
| 2015 | Cinderela Pop       | Galera  |       |
| 2016 | Princesa das Águas  | Galera  |       |

| Ano  | Livro               | Editora | Notas |
| ---- | ------------------- | ------- | ----- |
| 2014 | Princesa Adormecida | Galera  |       |
| 2015 | Cinderela Pop       | Galera  |       |
| 2016 | Princesa das Águas  | Galera  |       |

| Ano  | Livro                                   | Editora   | Notas |
| ---- | --------------------------------------- | --------- | ----- |
| 2011 | Minha Vida Fora de Série : 1ª temporada | Gutenberg |       |
| 2013 | Minha Vida Fora de Série : 2ª temporada | Gutenberg |       |
| 2015 | Minha Vida Fora de Série : 3ª temporada | Gutenberg |       |
| 2017 | Minha Vida Fora de Série : 4ª Temporada | Gutenberg |       |
| 2023 | Minha Vida Fora de Série : 5ª Temporada | Gutenberg |       |

| Princesas \| Ano \| Livro \| Editora \| Notas \| \| ---- \| ------------------- \| ------- \| ----- \| \| 2014 \| Princesa Adormecida \| Galera \| \| \| 2015 \| Cinderela Pop \| Galera \| \| \| 2016 \| Princesa das Águas \| Galera \| \| 1. 2. 3. 4. 5. 6. 7. 8. 9. 10. 11. - Site oficial - Twitter oficial - Facebook oficial - Instagram oficial |                     |         |       |
| Ano | Livro               | Editora | Notas |
| 2014 | Princesa Adormecida | Galera  |       |
| 2015 | Cinderela Pop       | Galera  |       |
| 2016 | Princesa das Águas  | Galera  |       |

| Ano  | Livro               | Editora | Notas |
| ---- | ------------------- | ------- | ----- |
| 2014 | Princesa Adormecida | Galera  |       |
| 2015 | Cinderela Pop       | Galera  |       |
| 2016 | Princesa das Águas  | Galera  |       |